# Мисливець і Снігова королева
«Мисливець і Снігова королева» (англ. The Huntsman: Winter's War) — американський фентезійний фільм-екшн, знятий Седріком Ніколя-Трояном. Він є приквелом/продовженням «Білосніжки та мисливця» 2012 року. Прем'єра стрічки в Україні відбулася 21 квітня 2016 року. Фільм розповідає про Мисливця, який повинен зупинити двох могутніх лихих сестер.

## Український дубляж
Дубльовано студією Le Doyen на замовлення компанії B&H Film Distribution.
- Переклад Сергія Ковальчука
- Режисер дубляжу — Анна Пащенко
- Звукорежисер — Михайло Угрин
- Координатор дубляжу — Ольга Боєва

Ролі дублювали: Дмитро Гаврилов, Наталія Романько, Катерина Качан, Наталія Ярошенко, Олена Бушевська, Володимир Терещук, Лесь Задніпровський, Анна Соболєва, Андрій Федінчик та інші.

## У ролях
- Кріс Гемсворт — Ерік, Мисливець.
- Шарліз Терон — Королева Равенна, зла мачуха Білосніжки, яка повертається з мертвих.
- Емілі Блант — Фрея, Снігова королева, сестра Равенни.
- Джессіка Честейн — Сара, воїн, що є дружиною Еріка.
- Нік Фрост — Ніон, гном який раніше допомагав Еріку й Білосніжці йти проти армії Равенни.
- Роб Брийдон — Гриф, гном-колекціонер, брат Ніона.
- Шерідан Сміт — місіс Бромвін, химерна і жадібна гномиха, яка стає союзником Ніона і Грифа.
- Александра Роач — Дореєна, сором'язлива, ніжна гномиха та Ніонів любовний інтерес.
- Сем Клафлін — Король Вільям, чоловік Білосніжки, який допоміг їй і Ерікові розгромити армію Равенни.
- Сопе Дірісу — Талл, товариш Еріка.
- Ральф Айнесон — бармен.

## Виробництво
Зйомки фільму почались 6 квітня 2015 року в Сурреї.